# Germán Horacio
Germán Horacio Robles Sánchez (Gijón, 1902 – Ciudad de México, 1975), conocido artísticamente como Germán Horacio, fue un pintor, dibujante y cartelista asturiano, exiliado en México tras la guerra civil española.

## Orígenes familiares y vida hasta la Guerra Civil

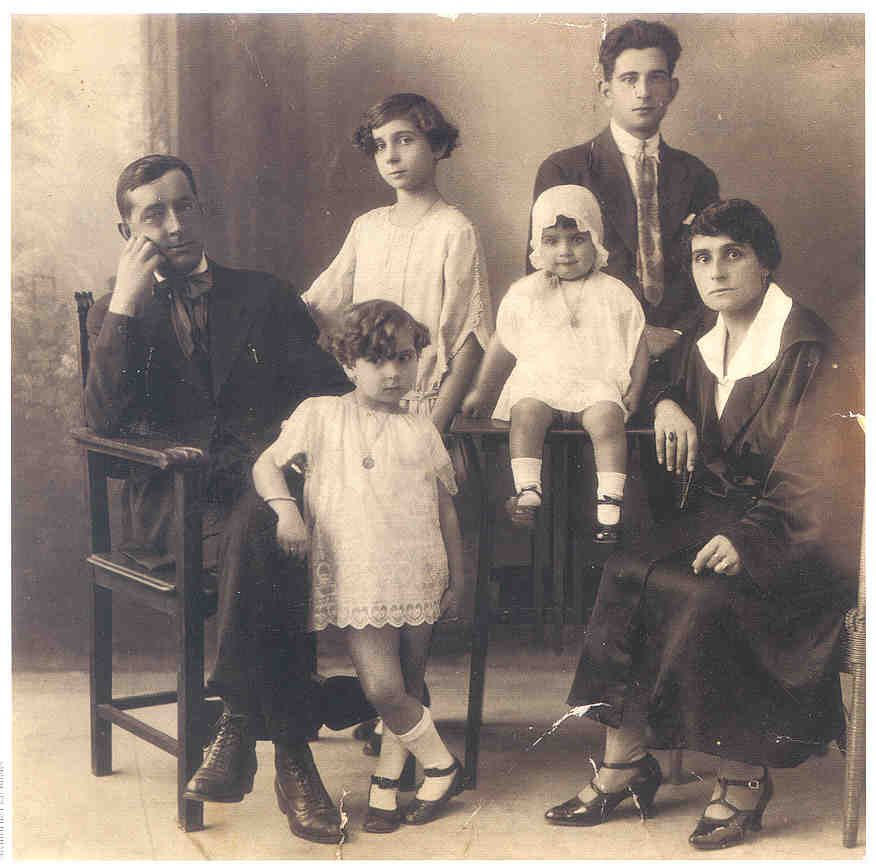
Germán Horacio junto sus hermanos y padres

Era hijo del popular escritor Pachín de Melás. Sus primeros trabajos artísticos son de tipo caricaturesco y humorístico enmarcados dentro de un escenario de ambiente costumista. Fue a partir del año 1922 cuando comienza de manera más profesional su carrera artística dentro del diario gijonés El Comercio. En estos tiempos también realiza sus primeros carteles, que serían las obras que acabarían por darle renombre en el mundo artístico, a la vez que empieza a participar en concursos de pintura. Es también en ese año de 1922 cuando hace su primera exposición en el Club de Regatas de Gijón, y es becado por el Ayuntamiento de la ciudad lo que le permite cursar estudios en Madrid, en a escuela de San Fernando. Alternará después su residencia entre las dos ciudades y colaborará con diferentes medios de comunicación como ilustrador (La Prensa, El Imparcial, La Karaba, La Esfera, Nuevo Mundo, ...).
En 1927 se casa con Florinda San Agustín con la que tendría un hijo, Germán Robles. La familia se muda definitivamente a Madrid.
Los años treinta vendrían a consolidar su carrera artística como cartelista, ganando numerosos premios y participando en exposiciones. Entre ellos destacan la Medalla de Oro en la Exposición Nacional organizada por la Unión de Dibujantes Españoles.

## La Guerra y el exilio francés
La Guerra Civil marcará profundamente la carrera del artista. Serán años de intensa actividad artística al servicio de la República. En Asturias, lugar donde le sorprende el estallido, participará con otros creadores (Goico Aguirre, Marola, Mariano Moré...) dentro del Servicio de Propaganda del Consejo Soberano de Asturias y León. Diseñó decorados, escenografía teatral, el nuevo escudo de Gijón, siendo su trabajo de mayor conocimiento popular, el diseño del papel moneda para el Consejo, los llamados belarminos.
En esta era dará a la prensa un buen número de carteles en los que emplea un lenguaje que busca sensibilizar a la población sobre los diversos apuros que surgen en tiempos de guerra. También trabajará en la Compañía Asturiana de Artes Gráficas un álbum de litografías titulado 10 Estampas Antifascistas de la Guerra Civil Española y de la Guerra de Invasión.
A este tiempo corresponde su trabajo para la Fábrica de Tabacos de Gijón, compuesto por unas dieciséis habilitaciones que fueron litografiadas por Robustiano Viña Mori en su taller. En este trabajo encontramos, aparte de la temática militante impuesta por el momento que se estaba viviendo, temática referida al propio mundo del tabaco.
Tras la caída de Asturias en poder del ejército nacional, embarca en el puerto de El Musel llegando nuevamente a zona republicana y asentándose en Barcelona, donde continuará con su actividad creativa, siendo, además, nombrado Comisario de Aviación.
Con el fin de la guerra en Cataluña inicia su vida como exiliado. En primer lugar es internado en Los Haras, cerca de Perpiñán, para pasar con posterioridad a las areneras de Saint Cyprien, donde compartirá dificultades con otra ristra de artistas e intelectuales. En todo este periodo no deja de lado su trabajo creativo.

## Viaje y vida en México
Finalmente, el 26 de mayo de 1939, a bordo del barco francés (de bandera nigeriana) Sinaia inicia su viaje a México. Junto a Germán Horacio irán otros creativos españoles con los que colaborará en la edición a bordo del folleto Sinaia. Diario de la primera expedición de Republicanos a México. En ese viaje realizó también caricaturas de sus compañeros de travesía que serían recogidos en un libro editado por la Semana Negra de Gijón en 2006, titulado Germán Horacio. Artista Republicano.
Ya en México continuaría con su trabajo como cartelista y diseñador, pese a que comenzaría en ese país su tarea como pintor. En este tiempo se encargaría de hacer carteles de las películas de Hollywood que se estrenaban en México. Llegó a representar al país en el Certamen Internacional de Carteles de 1962 realizado por la UNESCO.
De su trabajo en México, es notable añadir que una de sus obras, Ventanas Antiguas, se encuentra en el Art Institute of Chicago, figurando el autor como de origen mexicano y no español.
Murió en el capital mexicana en 1975 sin haber podido regresar a Asturias. Finalmente sus cenizas fueron esparcidas en el Mar Cantábrico.